# Taifū no Noruda
Taifū no Noruda (台風のノルダ) é um filme de animação japonês realizado por Yōjirō Arai e produzido por Studio Colorido. Estreou-se no Japão a 5 de junho de 2015. O tema de encerramento Arashi no Ato de (嵐のあとで) foi interpretado pela banda Galileo Galilei.

## Sinopse
O filme passa-se em uma ilha remota do Japão, onde um grupo de alunos e professores são surpreendidos por uma violenta tempestade, e por razões de segurança, devem permanecer na instituição até a calmaria. Sujeitos a contestação, dois amigos de infância, Azuma e Saijo se confrontam por causa das divergências. Durante a tormenta, uma garota com poderes sobrenaturais parece estar relacionada com a tempestade, e fica em apuros. Azuma decide ajudá-la, e acaba descobrindo seus poderes.

## Elenco
- Shūhei Nomura como Azuma[4]
- Kaya Kiyohara como Noruda[4]
- Daichi Kaneko como Saijō[4]